# Liste der Monuments historiques in Deyvillers
Die Liste der Monuments historiques in Deyvillers führt die Monuments historiques in der französischen Gemeinde Deyvillers auf.

## Liste der Immobilien
| Bezeichnung | Beschreibung   | Standort                 | Kennzeichnung | Schutzstatus | Datum | Bild |
| ----------- | -------------- | ------------------------ | ------------- | ------------ | ----- | ---- |
| Herrenhaus  | um 1600 erbaut | 3 rue des Acacias (Lage) | PA88000036    | Inscrit      | 2003  |      |